# Horst Feldmann
Horst Wilhelm Albert Feldmann (* 13. März 1932 in Stettin; † 3. November 2022) war ein deutscher Molekularbiologe. Er war bis 1997 Professor am Adolf-Butenandt-Institut der Ludwig-Maximilians-Universität München.

## Leben
Horst Feldmann studierte Chemie an der Universität zu Köln und schloss seine Dissertation 1962 ab. Von 1962 bis 1967 war er Wissenschaftlicher Mitarbeiter an dem von Max Delbrück geleiteten Institut für Genetik der Universität zu Köln. Er habilitierte sich 1968 an der Medizinischen Fakultät der Ludwig-Maximilians-Universität für das Fach Biochemie.
Horst Feldmann forschte in Köln und München hauptsächlich an verschiedenen Aspekten der Molekularbiologie der Hefe Saccharomyces cerevisiae: Hefe dient als experimenteller Modellorganismus und stellt ein ideales System für Untersuchungen der Zellarchitektur und fundamentaler zellulärer Mechanismen dar. Hefe ist ein einzelliger Eukaryot. Sie wächst in definierten Medien und eignet sich für die Massenproduktion; sie ist allen klassischen und molekularen genetischen Techniken zugänglich. Hefe ist der erste Eukaryot, dessen vollständiges Genom entschlüsselt werden konnte. Feldmann war Mitbegründer des Yeast] Genome Project, welches 1996 abgeschlossen und in Nature 1997 veröffentlicht wurde. Hefe dient seitdem als Modellsystem für funktionelle Analysen und als wichtige Referenz für solche Untersuchungen an anderen Organismen. Wichtige Ergebnisse: (i) 40 % der genetischen Information der Hefe und des Menschen sind hoch konserviert; (ii) das Hefegenom beherbergt mehrere Hundert Gene, deren verwandte Gene des Menschen Krankheiten auslösen. Gentechnisch veränderte Hefekulturen werden u. a. zur industriellen Produktion von Biopharmaka verwendet.
Feldmann war Begründer und Sprecher des SFB 190 Mechanismen und Faktoren der Genaktivierung der Deutschen Forschungsgemeinschaft (gefördert 1990 bis 2001). Er war von 1971 bis 2007 in die Organisation der Internationalen Spetses Summer Schools involviert.
Zu seinen Schülern gehört Joachim Hauber (Heinrich-Pette-Institut für Experimentelle Virologie und Immunologie in Hamburg). Feldmann lebte in Bergkirchen.

## Auszeichnungen
- 1996 Diplome d'Honneur von FEBS